# Komunistyczna Partia Chile
Komunistyczna Partia Chile (hiszp. Partido Comunista de Chile) – partia polityczna w Chile, odwołująca się do idei komunizmu. Została założona w 1912 roku jako Partido Obrero Socialista (Socjalistyczna Partia Robotnicza) przez dziennikarza Luisa Emilio Recabarren.
Jednym z jej członków był Pablo Neruda.
W wyborach prezydenckich razem z Partią Humanistyczną wystawiła jako swojego kandydata Tomása Hirscha.
Jest członkiem lewicowej koalicji Juntos Podemos Más.

## Historia

### Początek
Komunistyczna Partia Chile ma swoje korzenie w Socjalistycznej Partii Robotniczej (POS), założonej w dniu 4 czerwca 1912 w mieście Iquique, w północnym Chile.
Socjalistyczna Partia Robotnicza na III Kongresie w Rancagua, 2 stycznia 1922, postanowiło dołączyć do Międzynarodówki Komunistycznej, przyjęto 21 warunków, oraz zmieniono nazwę na Komunistyczna Partia Chile. Jako jedna z nielicznych partii komunistycznych w świecie miała polityczną i organizacyjną ciągłość po wstąpieniu do Trzeciej Międzynarodówki.
W tym czasie kraj przeżywał głęboki kryzys, który był widoczny dla wszystkich. Nowo utworzona PCCh głosiła konieczność przejęcia władzy przez proletariat. Na podstawie władzy robotniczo-chłopskiej miał zostać w Chile ustanowiony socjalizm. Początkowo partia reprezentowała wyłącznie postulaty klasy robotniczej. Dopiero w późniejszych latach, skupiła się szerzej działalności. Na poziomie organicznym początkowo składała się głównie z działaczy odziedziczonych z POS. Po trzecim kongresie, który odbył się w 1924 roku, partia postanowiła tworzyć komórki partyjne.
W 1927 władzę w kraju przejął Carlos Ibanez del Campo, który rozpoczął polityczne prześladowanie ruchów opozycyjnych do swego rządu, wśród których była partia komunistyczna. W marcu tego roku reżim nakazał zamknięcie prasy partyjnej, a jej członkowie i liderzy zaczęli trafiać do więzień.  W 1929 duża liczba działaczy partii komunistycznej trafiło na zesłanie na Wyspę Wielkanocną

### Po 1930
W 1931 globalny kryzys kapitalizmu miał duży wpływ na Chile. Ludzie zaczęli demonstrować i organizować strajki, aby zakończyć dyktaturę. Kiedy to zostało osiągnięte, PCCh wyszedł z ukrycia i zwołał krajową konferencje, na której odtworzył Komitet Centralny. PCCh  podczas krótkotrwałego działania Republiki Socjalistycznej wezwała do utworzenia rad pracowniczych.
W 1933 partia komunistyczna, prowadziła politykę jedności chilijskiej klasy robotniczej z chłopstwem i klasą średnią do konfrontacji z rodzącym się faszyzmem. W tym samym roku powstał Front Ludowy. Do frontu przystąpiły związki zawodowe i partie socjalistyczne. Przyciągnęło to do partii szersze grono zwolenników. W 1938 władze w kraju objął Front Ludowym na czele z Pedro Aguirre Cerda jako prezydentem kraju. W roku 1941 nasilają się podziały wewnątrz frontu, szczególnie między komunistami i socjalistami. Kierownictwo frontu uznało, że większość społeczeństwa nie popiera drogi którą chcą iść komuniści.
Stanowisko PCCh wobec II wojny światowej było jednoznaczne, uznano, że wojna stała się demokratyczną, anty-faszystowską wojną. Partia promowała jedność i mobilizację Chilijczyków przeciw III Rzeszy. W ten sposób partia komunistyczna w 1942 roku wspiera razem z socjalistami, radykałami i liberałami kandydaturę Juana Antonio Ríos na urząd prezydenta.
W kampanii prezydenckiej 1946 roku PCCh szukała kandydata, który będzie promować anty-oligarchiczną transformację. Komuniści decydują się wspierać Gonzalez Videla kandydata Partii Radykalnej. Po wyborczym zwycięstwie komuniści po raz pierwszy wchodzą do rządu, PCCh uzyskało trzech ministrów. Widząc, że PCCh zyskuje dużą popularność i kontroluje wiele związków zawodowych, USA naciska na  Gonzalez Videla w celu wyłączenia komunistów z rządu. Następnie powołano ustawę zakazującą działalności partii komunistycznej, wielu działaczy partii trafiło do więzień i obozów koncentracyjnych.

### Po II wojnie światowej
Partia po represjach skierowanych w ruch robotniczy i demokratyczny, skupia się na walce z dyktaturą. Partia popierała Salvadora Allende w wyborach prezydenckich w 1952. Komuniści wspólnie z Partią Socjalistyczną utworzyli „Front Wyzwolenia Narodowego”. W 1958 dochodzi do demokratyzacji kraju, przywrócenia prawa działalności PCCh. W wyborach w tym roku, FRAP wystawia kandydaturę Salvadora Allende na urząd prezydenta, wybory wygrał jednak Jorge Alessandri, kandydat prawicy.
Triumf Salvadora Allende w wyborach prezydenckich we wrześniu 1970 był politycznym ucieleśnieniem PCCh. Po raz pierwszy była lewicowa koalicja faktycznie rządziła krajem, ale nie miała władzy całkowitej. Rozpoczęto nacjonalizacje podstawowych zasobów (miedź, węgiel, sól, żelazo). Opozycja (Chrześcijańscy Demokraci i Partia Narodowa) połączyły siły tworząc Konfederację Demokracji (CODE), co zwiększyło podział kraju.
W dniu 11 września 1973 siły zbrojne przejęły władzę w wyniku zamachu stanu, zdelegalizowano partie polityczne. PCCh ponownie rozpoczęło działalność w podziemiu. Po obaleniu Salvadora Allende i okresie dyktatorskich rządów Augusto Pinocheta, wielu członków partii zostaje uwięzionych, zamordowanych lub zmuszonych do ucieczki z kraju. Zdecydowana większość członków partii udała się na wygnanie do krajów Europy Wschodniej i na Kubę. W 1983 r. z inicjatywy partii powstała organizacja zbrojna Patriotyczny Front im. Manuela Rodrigueza.
Po upadku wojskowej junty, partia przystąpiła do różnych demokratycznych koalicji, obecnie uczestniczy w Juntos Podemos Más.